# 2011 в Україні
2011 в Україні — це перелік головних подій, що відбулись у 2011 році в Україні. Також подано список відомих осіб, що померли в 2011 році. Крім того, зібрано список пам'ятних дат та ювілеїв 2011 року. З часом буде додано відомих українців, що народилися у 2011 році.

## Пам'ятні дати та ювілеї
- 22 травня — 150 років від дня перепоховання Тараса Григоровича Шевченка.

## Події
- 9 лютого — предстоятель Української греко-католицької церкви кардинал Любомир Гузар йде у відставку за станом здоров'я, яку прийняв Папа Римський Бенедикт XVI.
- 22 березня — проти експрезидента Леоніда Кучми порушено кримінальну справу за звинуваченням у причетності до вбивства журналіста Георгія Гонгадзе[1].
- 23 березня — виборчий Синод єпископів УГКЦ обрав єпископа Святослава Шевчука Верховним архієпископом Києво-Галицьким, Главою Української греко-католицької церкви.
- 23 березня — Антимонопольний комітет України, провівши відповідне розслідування, виявив антиконкурентну змову трьох великих компаній — «Окко-Нафтопродукт», «Континент-Нафто-Трейд» і «Альянс Холдинг» й наклав штраф на загальну суму 150 мільйонів гривень.
- 27 березня — Інтронізація нового Глави УГКЦ єпископа Святослава Шевчука у Патріаршому соборі Воскресіння Христового у Києві.
- 19 квітня — Європейська комісія, Європейський банк реконструкції і розвитку і 25 держав на донорській конференції Чорнобильського фонду «Укриття» та Рахунку ядерної безпеки в Києві заявили про готовність виділити додаткові кошти в розмірі 511,9 млн євро на реалізацію «чорнобильських проєктів»[2].
- 21 квітня — Олег Блохін призначений головним тренером національної футбольної збірної України[3].
- 5 серпня — у Печерському суді Києва заарештована Юлія Тимошенко, колишня прем'єрка країни та опозиційний політик.
- 11 серпня — в Україні запроваджено інституцію Уповноваженого Президента України з прав дитини, на посаду Уповноваженого призначено Юрія Павленка.
- 4 вересня — у Вінниці біля острова Кемпа на річці Південний Буг відкритий найбільший у Європі плавучий світломузичний фонтан.
- 9 вересня — президент України Віктор Янукович підписав закон № 3668-VI про реформу пенсійної системи.
- 8 жовтня — на чемпіонаті світу з боксу в Баку збірна України посіла перше місце у медальному заліку, завоювавши чотири золоті та одну срібну медалі.
- 8 жовтня — у Києві відбулася урочиста церемонія відкриття реконструйованого НСК «Олімпійський».
- 11 жовтня — Печерський суд засудив Юлію Тимошенко до семи років ув'язнення, заборонив три роки обіймати державні посади, і зобов'язав відшкодувати НАК «Нафтогаз України» збитки на 1,5 млрд грн.
- 29 жовтня — відкриття нового стадіону «Арена Львів», на якому проходитимуть ігри Євро-2012.
- 1 листопада — на території всієї України розпочали мовлення загальнонаціональні мережі цифрового мовлення МХ-1, МХ-2, МХ-3 та МХ-5 у цифровому стандарті DVB-T2. Однак не всі запланованні населені пункти вже мають змогу приймати цифровий ТБ-сигнал[4].
- 8 листопада — за допомоги української ракети «Зеніт-3ФГ» стартувала російська АМС «Фобос-Ґрунт».
- 1 грудня 2011 року телеканал «Tonis» вперше в Україні почав мовлення в HD-форматі. Мовлення у цифровій мережі DVB-T2 — буде безплатним[5].
- 12 грудня — Жовтневий райсуд Запоріжжя за пошкодження пам'ятника Сталіну присудив дев'яти «тризубівцям» тюремні строки до 3 років[6].
- 27 грудня — у Києві відкрита ювілейна 50-та за ліком станція метро «Виставковий центр».

## Померли
- 1 січня — Дмитро Телегін (1919—2011), український археолог, доктор історичних наук (1967).
- 6 січня — в Одесі убитий Олександр Коробчинський, бізнесмен, лідер ПППУ.
- 7 січня — Михайлина Коцюбинська, філолог та літературознавець, активна учасниця руху шістдесятників.
- 17 січня — Анатолій Кукоба, український політик, ексмер Полтави (обирався на посаду 5 разів), народний депутат України двох скликань.
- 10 лютого — Олег Олександрович Лаврентьєв, радянський, російський і український фізик, «батько водневої бомби».
- 3 квітня — Станіслав Конюхов, генеральний конструктор і генеральний директор КБ «Південне» ім. М. К. Янгеля.
- 5 квітня — Ігнащенко Анатолій Федорович, український архітектор, народний художник України.
- 16 серпня — Ільмі Аметов, кримськотатарський скульптор.
- 17 серпня — Василь Джарти, прем'єр-міністр Криму.
- 13 вересня — Петро Тимофійович Тронько, історик і краєзнавець, академік НАН України.
- 23 вересня — Володимир Полохало, український політолог, народний депутат від БЮТ.
- 21 грудня — Євген Васильович Рудаков, радянський футболіст, воротар, Заслужений майстер спорту.

## Засновані, створені
- Церква Покрови Пресвятої Богородиці (Копичинці)
- Церква святих Володимира і Ольги (Лозова)